# Chalceus
Chalceus – rodzaj słodkowodnych ryb kąsaczokształtnych, wyodrębniony z kąsaczowatych (Characidae) i zaliczony do monotypowej rodziny Chalceidae.

## Występowanie
Ameryka Południowa.

## Klasyfikacja
Gatunki zaliczane do tego rodzaju:
- Chalceus epakros
- Chalceus erythrurus
- Chalceus guaporensis
- Chalceus macrolepidotus – kruszczyk wielkołuski[3]
- Chalceus macrolepidotus
- Chalceus spilogyros

Gatunkiem typowym jest Chalceus macrolepidotus.